# Evan Furness
Evan Furness (* 13. August 1998 in Pontivy) ist ein französischer Tennisspieler.

## Karriere
Furness begann mit fünf Jahren Tennis zu spielen. Er war bereits auf der ITF Junior Tour aktiv. Dort erreichte er 2016 in Wimbledon mit dem Achtelfinale im Einzel sowie bei den Australian Open im Doppel mit dem Halbfinale sein jeweils bestes Abschneiden bei den Junior-Grand-Slams. Seine beste Platzierung war ein 36. Rang in der Junior-Weltrangliste Mitte 2016.
Auf der Profi-Tour spielt er seit 2015 hauptsächlich auf der drittklassigen ITF Future Tour. Dort erreichte er Ende 2016 in Saint-Dizier sein erstes Finale. Zudem kam er in Brest dank einer Wildcard zu seinem ersten Einsatz auf der höherdotierten ATP Challenger Tour. Hier verlor er zum Auftakt gegen Marco Chiudinelli in zwei Sätzen. 2017 spielte Furness hauptsächlich Futures. Außerdem schaffte er in Eckental erstmals aus eigener Kraft die Qualifikation für ein Challenger, wobei ihm weiterhin ein Sieg auf diesem Niveau verwehrt blieb. Das Jahr beendete er auf Rang 586 der Weltrangliste. 2018 gelang ihm in Faro der Gewinn des ersten Futuretitels. Zudem verbuchte er in Saint-Brieuc seinen ersten Sieg bei Challengers. Nach zwei weiteren erfolgreichen Qualifikation für Challengers knackte er im Mai erstmals die Top 500 der Rangliste. Furness erhielt wenig später von den Turnierverantwortlichen der French Open eine Wildcard für Mixedwettbewerb, womit er seine Premiere bei einem Grand-Slam-Turnier feierte. An der Seite von Fiona Ferro verlor er dort zum Auftakt.

## Erfolge
| Legende (Anzahl der Siege) |
| Grand Slam                 |
| ATP Finals                 |
| ATP Tour Masters 1000      |
| ATP Tour 500               |
| ATP Tour 250               |
| ATP Challenger Tour (1)    |

### Einzel

#### Turniersiege
| Nr. | Datum       | Turnier | Belag | Finalgegner   | Ergebnis       |
| --- | ----------- | ------- | ----- | ------------- | -------------- |
| 1.  | 1. Mai 2022 | Ostrava | Sand  | Ryan Peniston | 4:6, 7:66, 6:1 |